# Fulla (Poupée)
Pour les articles homonymes, voir Fulla.
Fulla (du mot Foulla, fleur en arabe) est une poupée musulmane (syrienne) voilée. Elle est commercialisée par New Boy à partir de 2003.

## Présentation
Dans les pays arabes, Fulla est une alternative à la poupée Barbie, leader mondial dans le domaine. Le succès de Fulla est dû dans un premier temps à la fermeture du marché saoudien pour la poupée Barbie. Puis, en s'appuyant sur une communication performante, Fulla s'est vendue dans l'ensemble du monde arabe. Fulla porte le voile et un habillement conforme à la tradition musulmane contrairement à Barbie et ses tenues pouvant être considérées comme légères. Le physique de Fulla est similaire à celui de sa concurrente occidentale Barbie, mais elle est brune au teint mat avec des yeux marron. Mais pour ses créateurs : « Il ne s’agit pas seulement de mettre un hijab à une poupée Barbie, vous devez créer un personnage auquel les parents et les enfants pourront s’identifier. Notre publicité déborde de messages positifs à propos des qualités de Fulla. Elle est honnête, aimante, prévenante et elle respecte son père et sa mère ». La poupée Fulla est aussi connue pour ses chansons, créées en 2002. En plus de l'éviction de la Syrie hors de la Ligue Arabe en 2011, la poupée est interdite de vente en Tunisie.